# جووانی، خوش‌تیپ و احتمالاً ثروتمند
جووانی، خوش‌تیپ و احتمالاً ثروتمند (ایتالیایی: Giovani, belle... probabilmente ricche)  یک فیلم کمدی سکسی سبک ایتالیایی به کارگردانی میکله ماسیمو تارنتینی است که در سال ۱۹۸۲ منتشر شد.

## گزیدهٔ بازیگران
- کارمن روسو
- نادیا کاسینی
- میکله گامینو
- جانفرانکو دانجلو
- سرجو لئوناردی
- آلساندرا کاناله
- آدریانا فاکتی